# CeCe Rogers
CeCe Rogers, né Kenneth Jesse Rogers III le 30 avril 1962 à Cleveland en Ohio, est un chanteur, musicien et producteur américain.
Surnommé ainsi par James Brown, il est l'un des chanteurs ayant émergé grâce à la house music. En 1987, il enregistre le tube Someday en collaboration avec Marshall Jefferson. Le titre, signé sous le label Atlantic Records, a été élu 3e meilleure chanson de tous les temps dans le top 100 de Mixmag.

## Discographie partielle
- Someday (1987, Atlantic Records)